# Dreiphasenwechselstrom
Als Dreiphasenwechselstrom – nach Bezug auch als Dreiphasenwechselspannung oder kurz als Drehstrom bezeichnet – wird in der Elektrotechnik eine Form von Mehrphasenwechselstrom benannt, die aus drei einzelnen Wechselströmen oder Wechselspannungen gleicher Frequenz besteht, die zueinander in ihren Phasenwinkeln fest um 120° verschoben sind.
Umgangssprachlich wird der Dreiphasenwechselstrom als Starkstrom bezeichnet, was nicht ganz korrekt oder zumindest ungenau ist. Verständlich wird die Bezeichnung aus dem Umstand, dass bei gleichem Materialaufwand die doppelte elektrische Leistung wie bei einphasigem Wechselstrom transportiert werden kann.
Anwendung findet das Dreiphasensystem vor allem im Bereich der elektrischen Energietechnik für Transport und Verteilung von elektrischer Energie in Stromnetzen. Beispiele dafür sind die überregionalen Drehstrom-Hochspannungs-Übertragungsnetze, Niederspannungsnetze im Bereich der lokalen Stromversorgung oder Drehstrommaschinen, die als Antrieb von Aufzügen oder in elektrisch angetriebenen Fahrzeugen eingesetzt werden.
Transformatoren für Dreiphasenwechselstrom lassen sich mit geringerem Kernquerschnitt als gleich leistungsstarke einphasige Transformatoren herstellen. Der Einsatz des Dreiphasensystems ist ab einigen Kilowatt wirtschaftlich sinnvoll und begründet die Bedeutung im Bereich der elektrischen Energietechnik.

## Geschichte

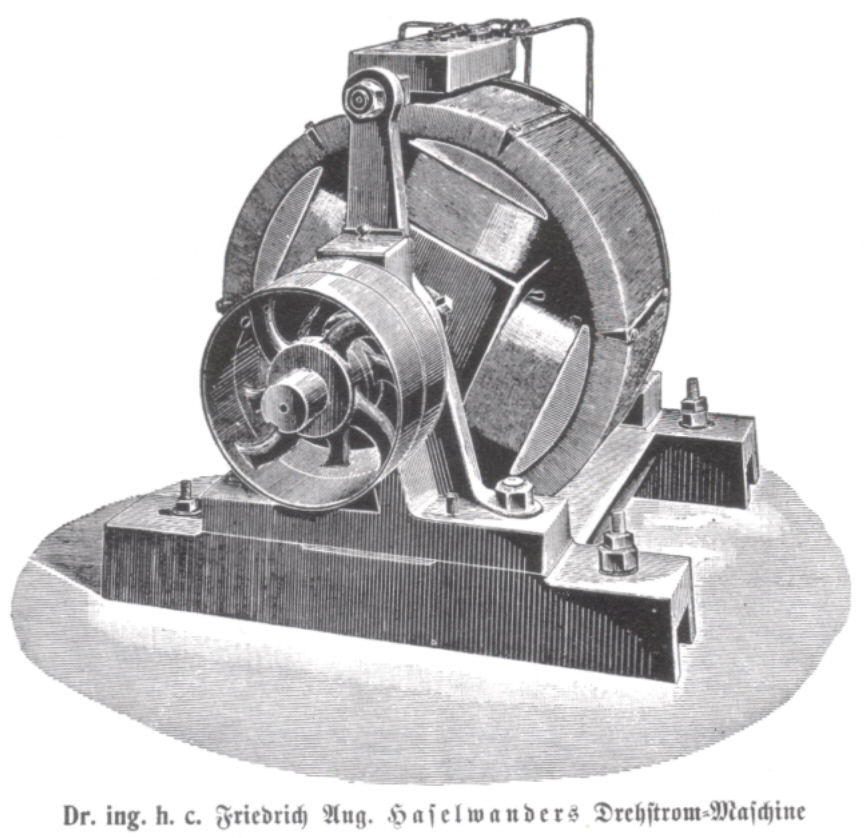
Erste Synchronmaschine von Haselwander mit dreiphasigem Stator und vierpoligem Rotor (Polrad) sowie Welle mit Riemenscheibe für die Transmission, heute im Deutschen Museum München

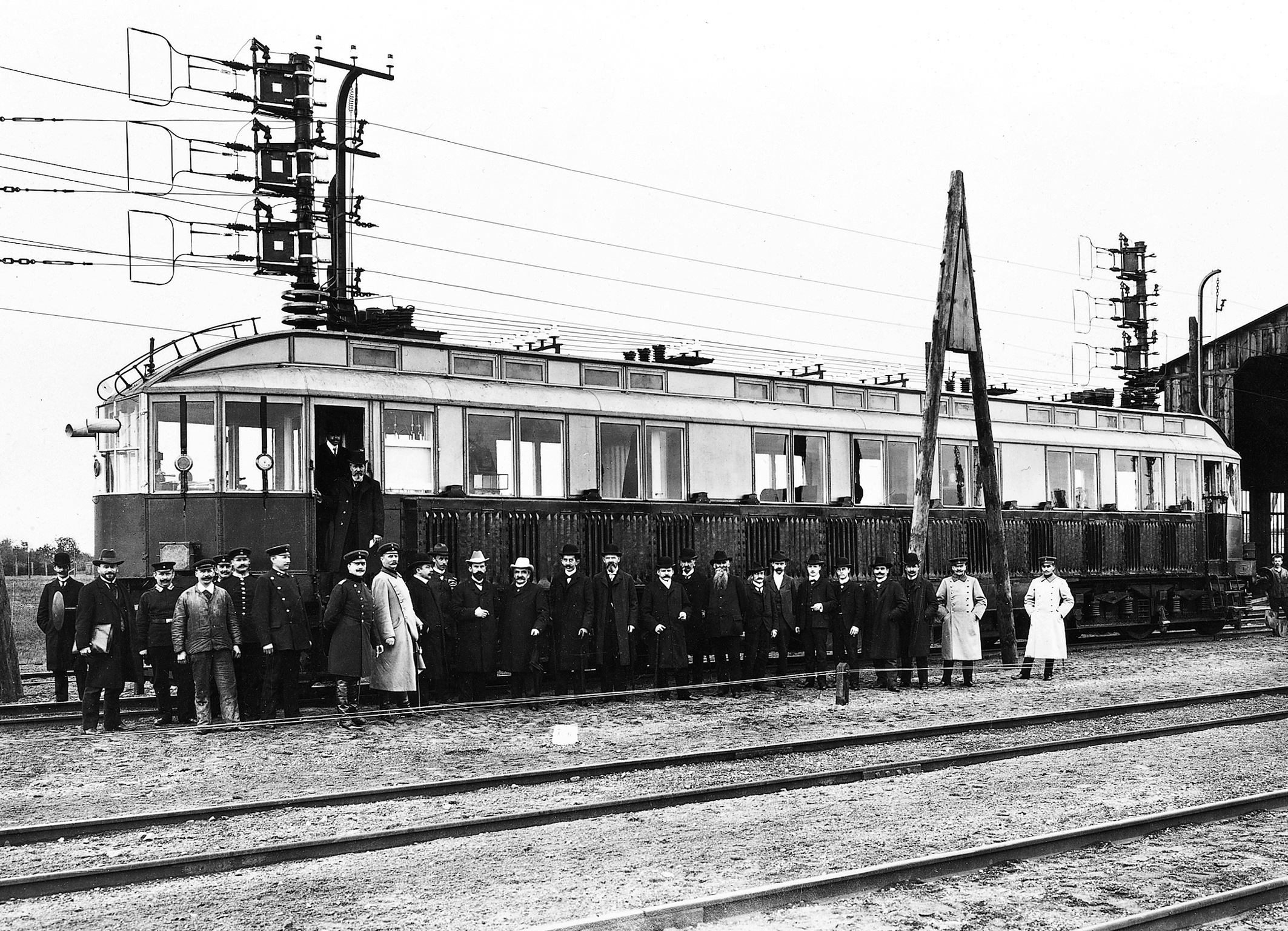
Dreipolige Drehstromoberleitung und Siemens-Drehstromtriebwagen auf der Militärbahn bei Berlin 1903

Die erstmalige Erwähnung von mehrphasigem Wechselstrom ist mit mehreren Namen verbunden. Der Italiener Galileo Ferraris untersuchte 1885 mehrphasige Wechselströme. Aus den Versuchsergebnissen definierte er das Drehfeldprinzip. Nikola Tesla befasste sich ab 1882 mit der Thematik von Mehrphasenwechselströmen und konstruierte 1887 einen Zweiphasen-Wechselstrommotor, der das Drehstromnetz in Amerika einführen sollte. Dieser wurde mit vier Leitungen angeschlossen und der Phasenwinkel war 90°. Dieser Motor wurde in den USA durch Patente geschützt, obwohl der Motor nicht immer von selbst anlief. Die gleichzeitigen Entwicklungen von Galileo Ferraris waren in Europa auch durch Patente geschützt. Es kam dabei auch zu rechtlichen Auseinandersetzungen. Unabhängig patentierte Charles Schenk Bradley in den Jahren 1887 und 1888 Ideen zu verschiedenen Mehrphasensystemen, konnte seine Ideen aber nur unzureichend praktisch umsetzen.
Der erste Dreiphasen-Synchrongenerator wurde 1887 von dem deutschen Erfinder Friedrich August Haselwander gebaut, ein Patentantrag im selben Jahr wurde zunächst abgelehnt, dann aber 1889 anerkannt. Jedoch wurde von großen Elektrounternehmen, die die Bedeutung der Erfindung erkannten, Einspruch gegen die Patenterteilung eingelegt und der Streitwert für einen Rechtsstreit auf 30 Millionen Mark veranschlagt, den Haselwander für sich nicht riskieren konnte. Haselwander war als Oberingenieur bei Wilhelm Lahmeyer & Co in Frankfurt am Main tätig und übertrug der Firma sein Patent. Als 1892 die AEG Lahmeyer übernahm, verlor Haselwander damit seine Patentrechte.
Bei der AEG in Deutschland arbeitete unabhängig von diesen Ereignissen 1888 Michail Ossipowitsch Doliwo-Dobrowolski mit Dreiphasen-Wechselstrom und führte dafür den Begriff „Drehstrom“ ein. Der von ihm erfundene Asynchronmotor mit um 120° verschobenen Wicklungen wurde Anfang 1889 erstmals von AEG ausgeliefert. Die ersten Maschinen leisteten 2 bis 3 PS. Ein zur gleichen Zeit gebauter Motor von Haselwander konnte sich nicht durchsetzen, weil man dessen Patente wieder aberkannte und zudem die Verwendung untersagte, weil eine Störung der Telegraphenleitungen befürchtet wurde.

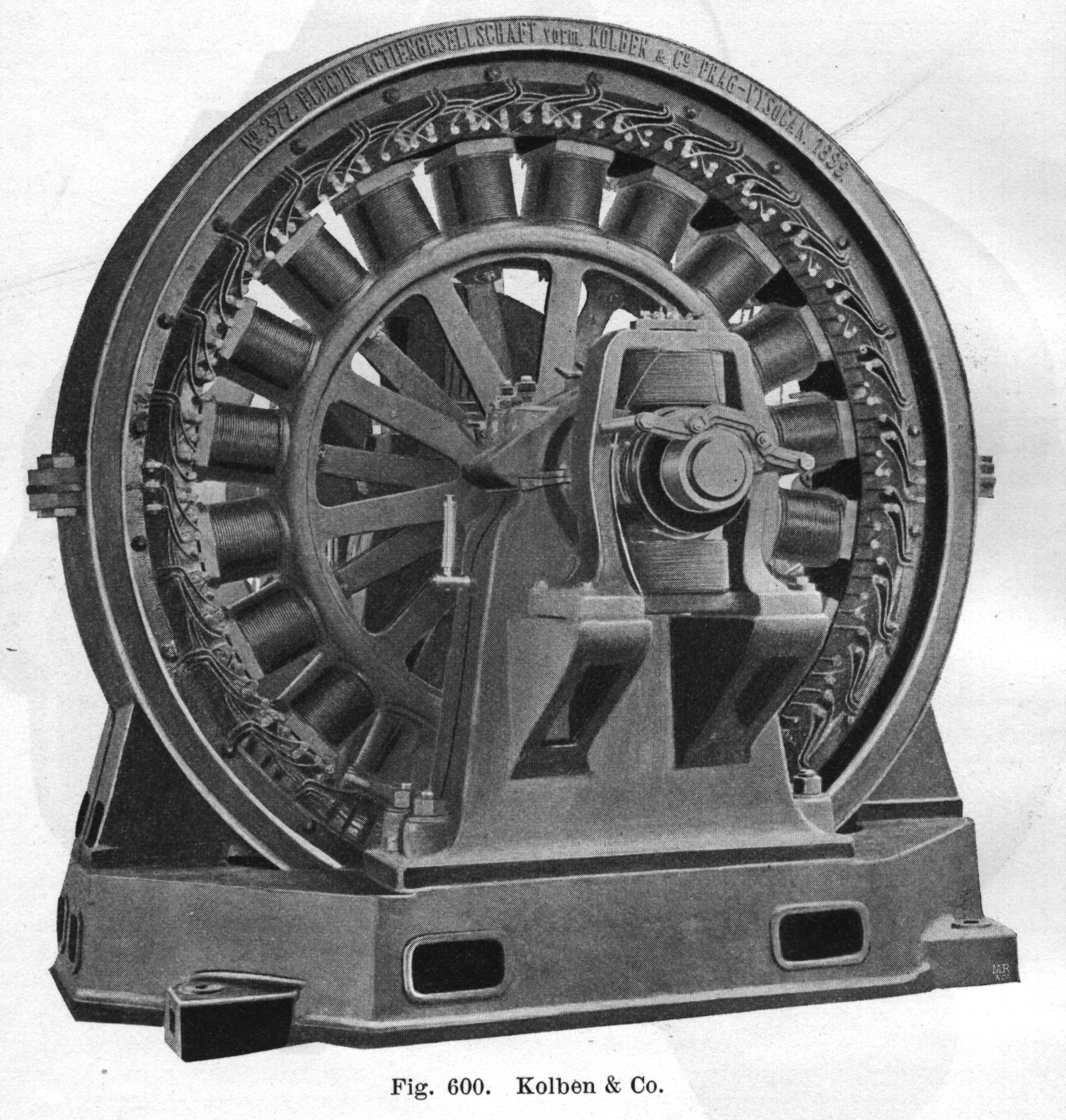
Historischer Drehstromgenerator

Die erste Energieübertragung mit hochtransformiertem Dreiphasenwechselstrom erfolgte 1891 in Deutschland bei der Drehstromübertragung Lauffen–Frankfurt im Rahmen der internationalen elektrotechnischen Ausstellung 1891 in Frankfurt am Main. Die Versuchsstrecke lag zwischen dem Zementwerk in Lauffen am Neckar und der Ausstellung in Frankfurt am Main, eine Entfernung von 175 km mit einer Spannung von 15 kV und einer übertragenen Leistung von etwa 173 kW. Die Anlage war von Doliwo-Dobrowolski und Oskar von Miller konstruiert worden. 1897 errichtete die AEG in Berlin-Oberschöneweide das erste Drehstromkraftwerk Deutschlands (Kraftwerk Oberspree). 
Unter der Leitung von Ernst Danielson, Chefkonstrukteur bei der Allmänna Svenska Elektriska Aktiebolaget (ASEA) in Västerås wurde zwei Jahre nach dem Versuch in Deutschland in Schweden die erste kommerzielle Anwendung durchgeführt, und zwar zwischen dem See Hellsjön und dem zwölf Kilometer entfernten Bergbaugebiet Grängesberg in Bergslagen, Dalarna. Die Spannung betrug dort 9,5 kV und die übertragene Leistung nahezu 220 kW. Zuvor war das Gebiet mechanisch mittels Kunstgestänge mit Arbeitsenergie versorgt worden.
In dem 1898 an der deutsch-schweizerischen Grenze im Rhein in Betrieb gegangenen Alten Wasserkraftwerk von Rheinfelden wurde weltweit erstmals in großtechnischem Maßstab Dreiphasenwechselstrom mit einer Frequenz von 50 Hz erzeugt. Diese Frequenz ist heute in vielen Ländern die Netzfrequenz. Die Budapester Maschinenfabrik Ganz & Cie ließ unter dem Chefkonstrukteur Kálmán Kandó 1899 eine 1,5 Kilometer lange Versuchs-Eisenbahnstrecke auf der Altofener Donauinsel sowie 1900 die Werksbahn der Munitionsfabrik Wöllersdorf bei Wiener Neustadt für den Betrieb mit 3 kV anlegen.
Ab 1899 erforschte die Studiengesellschaft für Elektrische Schnellbahnen (St.E.S.) den elektrischen Bahnbetrieb bei hoher Geschwindigkeit. Dazu wurde die Militäreisenbahn bei Berlin für den Drehstrom-Betrieb mit einer dreipoligen Oberleitung versehen. Auf dem Höhepunkt der Versuche erreichte am 28. Oktober 1903 ein Drehstrom-Triebwagen der AEG die damalige Rekordgeschwindigkeit von 210 Kilometern pro Stunde.
Die Eisenbahngesellschaft Rete Adriatica (RA) eröffnete 1902 die Veltlinbahn, als erste mit Hochspannung elektrifizierte Hauptbahnlinie der Welt. Dafür lieferte ebenfalls Ganz & Cie die Versorgung mit 3 kV und 15,6 Hz sowie die zugehörigen Lokomotiven. Dieses „Trifase“-System wurde später auf ganz Norditalien ausgeweitet und bestand unter der Ferrovie dello Stato bis 1976. Der Drehstromantrieb konnte sich bei Bahnen in den Folgejahrzehnten erst dann durchsetzen, als die Leistungselektronik in Form von Frequenzumrichtern es ermöglichte, im Fahrzeug Drehstrom variabler Frequenz aus dem einphasigen Bahnstrom zu erzeugen.

## Grundlagen

Schema eines Dreiphasengenerators. Der rotierende Dauermagnet erzeugt in den Spulen durch Induktion ein Dreiphasensystem mit den Außenleiterspannungen U_{L1}, U_{L2} und U_{L3}.

Werden in einem Drehstromgenerator drei Spulen im Kreis um jeweils 120° versetzt angeordnet, entstehen bei einem dazu zentrisch rotierenden Drehfeld drei zeitlich ebenso versetzte Wechselspannungen. Im einfachsten Fall geschieht dies durch einen rotierenden Dauermagneten. Die Wechselspannungen erreichen ihre maximale Auslenkung zeitlich um je eine Drittelperiode versetzt nacheinander. Der zeitliche Versatz der Außenleiterspannungen wird durch den Phasenverschiebungswinkel beschrieben. Die drei Leiter werden als Außenleiter bezeichnet und üblicherweise mit L1, L2 und L3 abgekürzt. Früher war als Bezeichnung für die Außenleiter auch die Bezeichnung Phasenleiter mit den Abkürzungen R, S und T gängig.
Eine bedeutsame Schaltung der Drehstromtechnik ist die Sternschaltung mit einem Mittelpunkt, der mit einem Neutralleiter N verbunden wird. Dieser führt bei gleichmäßiger Belastung der drei Außenleiter keinen Strom, bei ungleichmäßiger Belastung einen Strom, dessen Größe sich jeweils aus der Addition der Momentanwerte der phasenverschobenen Einzelströme ergibt (nicht Addition der Mittelwert-Beträge!). Eine weitere wichtige Schaltung ist die Dreieckschaltung, in der kein Neutralleiter vorkommt.

### Spannung
In Dreiphasensystemen wird die Spannung zwischen zwei beliebigen Außenleitern als verkettete Spannung oder Dreiecksspannung bezeichnet, die Spannung zwischen dem Neutralleiter und einem beliebigen Außenleiter als Sternspannung oder auch Phasenspannung. Die Effektivwerte dieser Spannungen stehen zueinander über ein fixes Verhältnis in Bezug, das als Verkettungsfaktor bezeichnet wird und bei Dreiphasensystemen immer den Wert {\displaystyle {\sqrt {3}}} aufweist. Bei den in Niederspannungsnetzen in Europa üblicherweise verwendeten Spannungen beträgt der Nennwert der Sternspannung 230 V, womit sich zwischen zwei Außenleitern eine verkettete Spannung von
{\displaystyle U_{verk.}=U_{Stern}\cdot {\sqrt {3}}=230\,\mathrm {V} \cdot {\sqrt {3}}\approx 400\,\mathrm {V} }
ergibt. Die Spannungen von Dreiphasensystemen werden gemäß DIN 40108 nach dem Effektivwert der verketteten Spannung benannt, für die in Europa üblichen Niederspannungsnetze beispielsweise als „400-V-Drehstromnetz“.

### Leistung
Die Drehstromleistung errechnet sich aus Strom, verketteter Spannung und Phasenwinkel φ wie folgt. Hier beispielhaft im Niederspannungsnetz bei einem ohmschen symmetrischen Verbraucher (φ = 0°): 

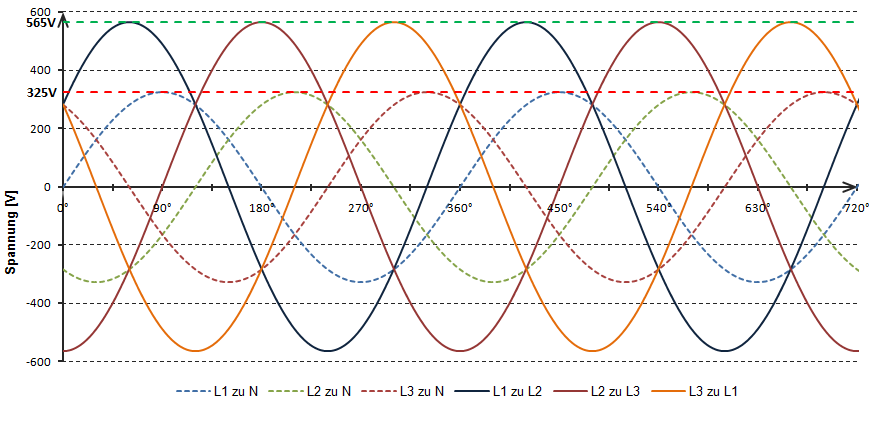
Zeitlicher Verlauf der Spannungen in einem Dreiphasensystem

{\displaystyle {\begin{aligned}P&=I\cdot U\cdot {\sqrt {3}}\cdot \cos \varphi \\&=50\mathrm {A} \cdot 400\mathrm {V} \cdot {\sqrt {3}}\cdot \cos 0^{\circ }\\&=34{,}6\mathrm {kW} \approx 35\,\mathrm {kW} \end{aligned}}}

### Zeitlicher Verlauf
Der zeitliche Verlauf der verschiedenen Spannungen ist in nebenstehender Abbildung dargestellt. Die drei verketteten Spannungen sind mit durchgehenden Linien gezeichnet und mit um den Verkettungsfaktor erhöhter Amplitude, die drei Sternspannungen sind gestrichelt eingezeichnet. In dieser Darstellung ist erkennbar, dass die Sternspannungen gegen die verketteten Spannungen um 30° phasenverschoben sind. Dieser Umstand spielt bei dem komplexen Übersetzungsverhältnis von Dreiphasentransformatoren bei der so genannten Schaltgruppe und bei Dreiphasengleichrichtern in der 12-Puls-Schaltung zur Unterdrückung von Oberschwingungen eine Rolle.
Beim Dreiphasensystem und einer symmetrischen Last ist der Energiefluss zeitlich konstant.

## Energieübertragung

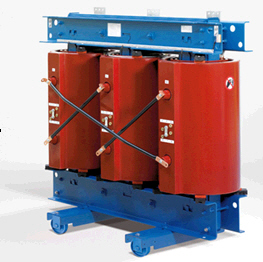
Drehstromtransformator; blau: Stahlträgerprofile für den Eisenkern, rot: mit Gießharz-Isolation vergossene Wicklungen, schwarz: Kabelverbindung der Wicklungen für Dreieckschaltung

Zur Energieübertragung in Stromnetzen werden wegen der Materialeinsparung fast ausschließlich Dreiphasensysteme im Rahmen der Drehstrom-Hochspannungs-Übertragung verwendet. Ausnahmen stellen in einigen Ländern Bahnstromnetze dar, die historisch bedingt als Einphasennetze aufgebaut sind, und für Verbindung zwischen zwei Punkten unter speziellen Bedingungen Hochspannungs-Gleichstrom-Übertragung (HGÜ).
Drehstrom kann in Stromnetzen durch Leistungstransformatoren, üblicherweise als Dreiphasentransformatoren in Umspannwerken ausgeführt, zwischen den verschiedenen Spannungsebenen technisch einfach und mit hohem Wirkungsgrad von über 99 % transformiert werden. Im Prinzip könnten in Dreiphasensystemen auch drei separate Einphasen-Transformatoren nebeneinander verwendet werden – für jeden Außenleiter einer. Dies wird in Grenzfällen, beispielsweise bei großen Schieflasten oder um Transportprobleme (Gewicht, Abmessungen) zu reduzieren, angewandt. Einen geringeren Materialeinsatz verursacht es, wenn stattdessen ein Dreiphasenwechselstrom-Transformator mit drei- oder fünfschenkligem Eisenkern eingesetzt wird. Durch die Verkettung der magnetischen Flüsse der drei Sternströme lässt sich Eisen im Kern einsparen. Ferner hat ein Drehstromtransformator geringere Eisenverluste als drei Einphasen-Transformatoren mit gleicher Gesamtleistung, da die Verluste mit der Eisenkern-Masse linear ansteigen. Eine spezielle Schaltung von zwei Transformatoren, die Scottschaltung, erlaubt es, Dreiphasensysteme in Zweiphasensysteme oder auch Vierphasensysteme bei möglichst symmetrischer Belastung des Dreiphasensystems umzuwandeln.
Im Gegensatz zu Gleichstromnetzen können Wechselspannungsnetze und somit auch Dreiphasensysteme als vermaschte Netze oder als Verbundnetz betrieben werden, wo mehrere Stromerzeuger an verschiedenen Punkten des Netzes Energie einspeisen und an unterschiedlichen Punkten elektrische Energie für die Verbraucher entnommen wird. Alle Erzeuger müssen dabei synchron arbeiten. Die Steuerung der Leistungsflüsse zur Vermeidung von Überlastungen einzelner Leitungen erfolgt in vermaschten Netzen über die Einstellung der Knotenspannungen und die Beeinflussung der Blindleistung über die Phasenlage. Dazu bestehen in den Leistungstransformatoren Stufenschalter für die Spannungssteuerung, für die Blindleistungsflüsse so genannte Phasenschiebertransformatoren oder Synchrongeneratoren, die als Phasenschieber arbeiten, und Spulen bzw. Kondensatorbatterien zur Blindleistungskompensation. Seit Ende der 1990er-Jahre kommt zur Leistungsflussbeeinflussung auch Leistungselektronik im Rahmen der Flexible-AC-Transmission-Systems (FACTS) zur Anwendung.

### Hochspannungs-Gleichstrom-Übertragung
Bei Gleichspannungsnetzen wie HGÜ fehlt die Möglichkeit, über eine Phasenverschiebung wie bei Drehstrom die Leistungsflüsse in einem Verbundnetz zu steuern. Deshalb kann hohe Gleichspannung derzeit nur für direkte Punkt-zu-Punkt-Verbindungen benutzt werden. Der Vorteil von hoher Gleichspannung zur Energieübertragung besteht darin, dass die kapazitiven Ladeleistungen bei langen Leitungen oder Erdkabeln keine Rolle spielen. Deshalb werden HGÜ-Punktverbindungen vor allem bei Freileitungslängen über 750 km und bei Seekabeln von einigen 10 km bis zu einigen 100 km Kabellänge eingesetzt. Außerdem spart Gleichspannung im Verhältnis zu Wechselspannung Leitungsmaterial ein. 

## Drehfeld
Der Dreiphasenwechselstrom bietet eine einfache Möglichkeit, ein gleichmäßiges Drehfeld zu erzeugen. Dieses Drehfeld wird im Rahmen von Drehstrommaschinen für Antriebe (Motorbetrieb) oder zur Gewinnung elektrischer Energie (Generatorbetrieb) genutzt.
Drehstrommaschinen unterteilen sich in die
- Synchronmaschinen, bei denen der Rotor mit der gleichen Drehzahl wie das Stator-Drehfeld rotiert, und die
- Asynchronmaschinen, bei denen der Rotor eine vom Stator-Drehfeld verschiedene Drehzahl aufweist. Die in Prozent angegebene Differenz zwischen den Drehzahlen des Rotors und des Stator-Drehfelds wird als Schlupf bezeichnet.

Visualisierung des Drehfeldes in einer Drehstrom-Synchronmaschine
Abfolge und Größenänderung der phasenversetzten Magnetfelder der Einzelspulen
Darstellung in Zeigeraddition. Die Zeigerspitze als Symbolisierung der jeweiligen Moment-Summen beschreibt einen exakten Kreis.

Durch Vertauschen zweier beliebiger Außenleiter kann die Richtung des Drehfeldes im Dreiphasensystem umgekehrt werden, was zur Richtungsumkehr von Drehstrommotoren bei der Wende-Schützschaltung ausgenutzt wird. Zur Messung der Richtung des Drehfeldes dient das Drehfeldmessgerät. In elektrischen Energienetzen ist das Drehfeld als rechtsdrehend festgelegt.

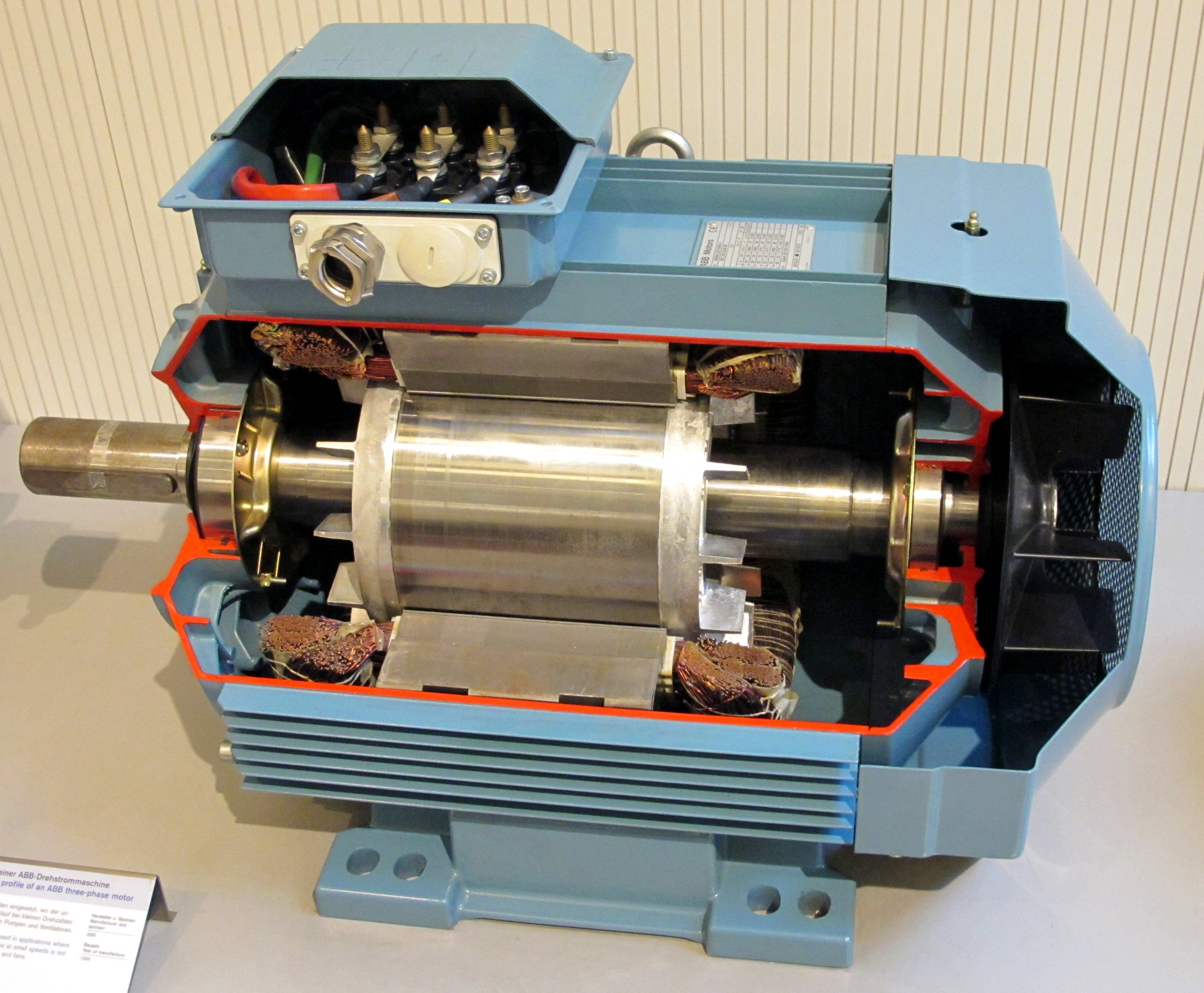
Schnittmodell einer Drehstrom-Asynchronmaschine

Asynchronmaschinen mit Kurzschlussläufern sind einfach aufgebaut, robust, betriebssicher, wartungsfrei und wirtschaftlich. Sie besitzen keinen Kommutator, der sich abnutzen kann und Funkstörungen hervorruft, und arbeiten zuverlässiger als einphasige Wechselstrommotoren. Bei elektrischen Maschinen werden die Anschlüsse mit den Buchstaben U, V und W, ggf. um einen Index erweitert, bezeichnet. Im englischsprachigen Raum sind die Bezeichnungen A, B und C üblich.
Bei bürstenlosen Gleichstrommotoren wird durch elektronische Schaltungen, die sogenannten Umrichter, aus der Gleichspannungsversorgung ein Drehstrom mit Drehfeld erzeugt.
Zum Starten von großen Drehstrommotoren werden Schaltungen wie die Stern-Dreieck-Schaltung, Anlasstransformator, Sanftanlauf-Gerät oder elektronische Wechselrichter verwendet.

## Besonderheiten

### Dreiphasennetze
In Niederspannungsnetzen und in Höchstspannungsnetzen wie der 400-kV-Transportnetzebene ist der Sternpunkt starr geerdet, in Mittelspannungsnetzen und auf der mit 110 kV betriebenen Verteilnetzebene sind die sogenannten gelöschten Netze üblich. Die Art der Sternpunktbehandlung spielt eine Rolle bei der Fehlerbehandlung in Drehstromsystemen.
Niederspannungsnetze sind in der Regel mit geerdetem Neutralleiter als Vierleitersysteme ausgeführt, auch um den Anschluss einphasiger Verbraucher zu ermöglichen. Im Hochspannungsbereich sind Dreileitersysteme üblich. Im Niederspannungsbereich sind verschiedene Drehstromsteckverbinder üblich, wie die CEE-Drehstromsteckverbinder nach IEC 60309 oder in Deutschland und Österreich die Perilex-Drehstromsteckverbinder bzw. in der Schweiz die T15- und T25-Steckverbinder gemäß SN 441011.
Unter der Länderübersicht Steckertypen, Netzspannungen und -frequenzen findet sich eine weltweite Zusammenstellung einphasiger Anschlüsse im Lichtnetz.
Zur Wirk- und Blindleistungsmessung in Dreiphasennetzen sind in der Aronschaltung zwei Leistungsmesser erforderlich; im Hochspannungsbereich wie Umspannwerken werden Strom- und Spannungswandler zur gefahrlosen Messung zwischengeschaltet.

### Symmetrierung einphasiger Lasten

Schaltung zur Symmetrierung einer einphasigen Last R

Bei großen einphasigen Verbrauchern wie etwa bei Induktionsöfen ist es zur Vermeidung von Schieflasten notwendig, die Leistung gleichmäßig auf die drei Außenleiter des Dreiphasensystems zu verteilen. Das geschieht durch Hinzufügen von Blindwiderständen. Als Beispiel soll die im Bild dargestellte Schaltung dienen; ihr mittlerer Knoten ist nicht mit dem Neutralleiter verbunden. Die Leistung, die im Wirkwiderstand R des Ofens umgesetzt wird, soll durch Ströme zustande kommen, die in jeder Zuleitung gleich groß und jeweils in Phase mit der zugehörigen Sternspannung sind. Die Spannung am Widerstand ist in dieser Schaltung dreimal so groß wie eine normale Sternspannung. Die Spannung an den Blindwiderständen ist so groß wie eine Dreiecksspannung. Die Blindwiderstände sind
{\displaystyle \omega \mathrm {L} ={\frac {\mathrm {1} }{\omega \mathrm {C} }}={\frac {\mathrm {R} }{\sqrt {3}}}}
für den Fall, dass im Bild L2 L1 um 120° vor- und L3 L1 um 120° nacheilt. Parasitäre Komponenten wie eine Induktivität der ohmschen Last oder der Widerstand der Spule sind dabei nicht berücksichtigt. Der entscheidende Nachteil dieser Anordnungen besteht darin, dass sich die Werte der Bauelemente im Betrieb nicht stetig verändern lassen und so Laständerungen nicht angepasst werden können.

### Mathematische Methoden
Bei Dreiphasensystemen kommen die Methoden der komplexen Wechselstromrechnung zur Anwendung. Grafische Darstellungen in Zeigerdiagrammen werden benutzt um Verfahren wie die symmetrischen Komponenten zur Behandlung von asymmetrischen Dreiphasensystemen erweitert. Bei Drehfeldmaschinen und zur Beschreibung des Drehfeldes hat die Raumzeigerdarstellung und die Vektorregelung mit Transformationen wie der Clarke- und D/q-Transformation Bedeutung, die die drei Achsen in eine komplexe Ebene mit zwei Achsen abbilden.

### Materialeinsparung

Umwandlung eines Einphasensystems in ein leistungsmäßig identisches symmetrisches Dreiphasensystem

Ein einphasiger Verbraucher wie beispielsweise ein Heizwiderstand benötigt zwei Leitungen. Wird dieser Heizwiderstand in drei gleich große Heizwiderstände mit jeweils dreifachem Widerstand und einem Drittel der Leistung aufgeteilt, bleibt die Gesamtleistung identisch, der Strom pro Heizwiderstand beträgt aber nur noch ein Drittel und benötigt jeweils nur noch ein Drittel des ursprünglichen Leiterquerschnitts. Werden die drei Versorgungsspannungen gegeneinander um 120° phasenverschoben, heben sich die Ströme auf dem gemeinsamen Retourleiter (Neutralleiter) auf. Dieser Neutralleiter kann daher bei symmetrischer Lastverteilung in einem Dreiphasensystem entfallen. Damit kann die gleiche Gesamtleistung bei identischer Spannung mit in Summe nur noch dem halben Leiterquerschnitt und damit dem halben Bedarf an Leitermaterial übertragen werden. Allerdings ist bei drei statt zwei Leitungen der Isolationsaufwand um 50 Prozent höher, und auch der Verlegungsaufwand kann höher sein.
Die gleiche Überlegung führt zur Reduktion des Kernquerschnitts bei Dreiphasentransformatoren, der Verringerung des Materialeinsatzes bei Drehstrommotoren usw.
Der entscheidende Schritt der Einsparung des Rückleiters passiert beim Übergang vom Einphasen- zum symmetrischen Dreiphasensystem. Bei symmetrischen Phasensystemen mit vier oder mehr Phasen bleibt der benötigte gesamte Leiterquerschnitt im Vergleich zu Dreiphasensystemen gleich, der Aufwand für Isolation und Verlegung steigt hingegen weiter an. Daher haben in der elektrischen Energietechnik im Bereich der Mehrphasensysteme nur Systeme mit drei Phasen größere Bedeutung.
Als praktisches Beispiel können Elektroherde in Privathaushalten dienen, die einen Dreiphasenanschluss aufweisen. Dieser dient dazu, wegen der vergleichsweise hohen elektrischen Leistung eines Herds im Vergleich zu anderen Haushaltsgeräten alle drei Außenleiter möglichst gleichmäßig zu belasten. Die Heizelemente im Herd wie Kochplatten und Backrohr sind als einphasige 230-Volt-Verbraucher ausgeführt, die einzeln geschaltet werden können. Damit ergibt sich je nach Schaltzustand eine verschieden starke asymmetrische Belastung, womit ein Neutralleiteranschluss nötig ist. Dieser führt bei einem Dreiphasenanschluss aber nur einen Strom, der betragsmäßig höchstens so stark wie der höchste Außenleiterstrom ist. Werden alle drei Außenleiteranschlüsse des E-Herdes hingegen aus nur einer Phase gespeist – diese Möglichkeit besteht, weil alle Verbraucher im Herd nur einphasig ausgelegt sind –, dann fließt über den Neutralleiter die Summe der Ströme aus den drei Außenleitern.